# Paramunnidae
Paramunnidae är en familj av kräftdjur som beskrevs av Ernst Vanhöffen 1914. Paramunnidae ingår i ordningen gråsuggor och tånglöss, klassen storkräftor, fylumet leddjur och riket djur. Enligt Catalogue of Life omfattar familjen Paramunnidae 155 arter. 

## Dottertaxa till Paramunnidae, i alfabetisk ordning[1][2]
- Abyssianira
- Acutomunna
- Advenogonium
- Allorostrata
- Antennulosignum
- Ascionana
- Austrimunna
- Austrogonium
- Austronanus
- Austrosignum
- Bathygonium
- Boreosignum
- Compoceration
- Coulmannia
- Cryosignum
- Dentigonium
- Epipedonana
- Harrietonana
- Heterosignum
- Holodentata
- Kiklonana
- Kussakinella
- Magellianira
- Meridiosignum
- Metamunna
- Munnogonium
- Neasellus
- Notoxenoides
- Notoxenus
- Omonana
- Pagonana
- Palanana
- Paramunna
- Pentaceration
- Pleurogonium
- Pleurosignum
- Quetzogonium
- Spiculonana
- Spinogonium
- Sporonana
- Stephenseniellus
- Tethygonium
- Xigonus
- Zizzygonium